# Austrolimnophila percara
Austrolimnophila percara är en tvåvingeart som beskrevs av Alexander 1957. Austrolimnophila percara ingår i släktet Austrolimnophila och familjen småharkrankar. Inga underarter finns listade i Catalogue of Life.